# Abadia de Bath
A Igreja da Abadia de São Pedro e São Paulo, Bath, conhecida como Abadia de Bath, é uma igreja paroquial anglicana e um antigo mosteiro beneditino em Bath, Somerset, Inglaterra. Fundada no século VII, a Abadia de Bath foi reorganizada no século X e reconstruída nos séculos XII e XVI; o principal trabalho de restauração foi realizado por Sir George Gilbert Scott na década de 1860. É um dos maiores exemplos de arquitectura gótica perpendicular na West Country.
A igreja é cruciforme em planta baixa e pode tem 1200 lugares sentados. Um local de adoração, com centenas de membros da congregação e centenas de milhares de visitantes a cada ano, é utilizado para serviços religiosos, cerimónias cívicas seculares, concertos e palestras. O coro actua na abadia e em outros lugares. Existe um museu de património no edifício.
A abadia é um Listed building de Grau I, particularmente conhecida pela seu abóbada característica. Contém memoriais de guerra para a população local e monumentos para várias pessoas notáveis, na forma de placas de parede e de chão e vitrais comemorativos. A igreja tem dois órgãos e um carrilhão de dez sinos. A frente oeste inclui esculturas de anjos a subir para o céu em duas escadas de pedra.